# Asediul Constantinopolului (1422)
Asediul Constantinopolului a fost primul mare asediu otoman al Constantinopolului în 1422, ca urmare a încercărilor împăratului bizantin Manuel al II-lea de a interveni în succesiunea sultanilor otomani, după moartea lui Mehmed I în 1421.
Această politică a bizantinilor a fost folosit cu succes de mai multe ori în slăbirea vecinilor săi. Când Murad al II-lea, ajuns succesor al tatălui său, a mărșăluit în teritoriul bizantin. Apărătorii bizantini au câștigat bătălia, în ciuda tunurilor otomane care le oferea un avantaj tehnologic acestora din urmă. Tradiția bizantină contemporană a atribuit eliberarea Constantinopolului ca o intervenție miraculoasă a Fecioarei Maria.

## Cauze
În timpul domniei lui Mehmed I, cei doi suverani (bizantin și otoman) au încercat să mențină relații cordiale relative. Cu toate acestea, apariția lui Murad al II-lea marchează renașterea puterii otomane după înfrângerea de la Ankara din 1402.
Împăratul bizantin Manuel are posibilitatea de a alege între continuarea alianței cu sultanul turc sau sprijinirea rivalul său, Mustafa. Deși Murad este gata să redea Gallipoli Imperiului Bizantin, Manuel îl susține pe Mustafa Çelebi. Cei doi au hotărât să asedieze Gallipoli în 1421, unde îl înfrânge pe Murad. Cu toate acestea, s-a interzis intrarea bizantinilor în oraș. Manuel încearcă să se apropie de Murad, fără succes, în timp ce Mustafa Çelebi a fost în cele din urmă învins și ucis la Adrianopol.

## Asediul
După victoria sa, Murad se pregătește pentru a răzbuna precedentele negocieri bizantine. În iunie 1422, armata s-a înfățișat în fața Constantinopolului. Manuel s-a retras la o mănăstire, lăsându-l pe Ioan al VIII-lea în locul său. Pentru prima dată Murad folosește tunuri. Pentru a aduce armamentul, creează un pod de pământ peste Cornul de Aur, care, potrivit lui John Kananos, a bombardat orașul „cu o ploaie de pietre și de foc peste zidurile orașului”. Asaltul general a fost planificat pentru 24 august, Murad ascultând profețiile unui imam foarte respectat, Seidh-Bokhari.
Tradițiile bizantine și turce atribuie victoria unui miracol a Maicii Domnului. Cu toate acestea, eșecul este găsit în slăbiciunea forțelor turce, lipsa unui asediu maritim și o determinare puternică constantinopolitană. Jean Kananos insistă pe mobilizarea puternică a populației orașului, bărbații și femeile implicându-se în apărarea capitalei bizantin. Având susținători în Asia Mică în timpul asediului, Manuel și-a asigurat sprijinul. Murad al II-lea este într-adevăr forțat să se retragă din cauza rebeliunii unui dintre cei doi frați ai săi, Küçük Mustafa. Mustafa s-a proclamat apoi sultan în partea asiatică a Imperiului Otoman.

## Urmări
În ciuda acestei victorii, Imperiul Bizantin se găsea în acel moment în fața unor probleme economice. De fapt, sultanul Mehmet al II-lea a avut succes în încercarea sa în 1453. Murad, între timp, distruge o mare parte a Moreei, capturând Salonicul după un asediu care a durat până în 1430.